# Pałac prezydencki Ak Orda

Pałac w nocy

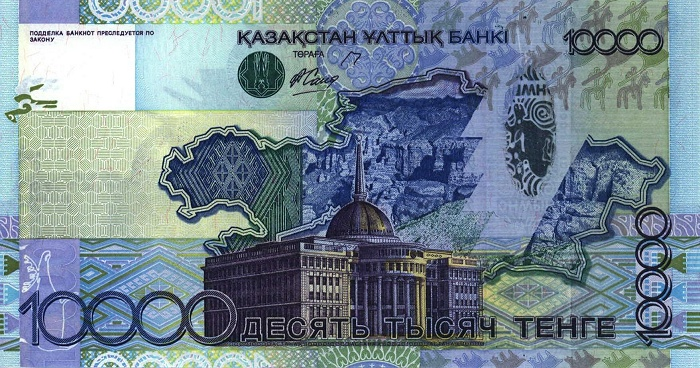
Rewers kazachskiego banknotu o nominale 10 000 tenge z grafiką przedstawiającą pałac prezydencki

Pałac prezydencki Ak Orda (kaz.: Ақ Орда) – pałac w Astanie wybudowany w latach 2001–2004, będący od chwili oddania do użytku siedzibą Prezydenta Kazachstanu.
Pałac Ak Orda którego budowa rozpoczęła się w 2001 roku, położony jest na lewym brzegu rzeki Iszym, w nowym centrum administracyjnym Astany, około trzystu metrów od monumentu Bajterek oraz w bliskiej okolicy Kazachskiej Filharmonii Narodowej. Rezydencja znajduje się również w pobliżu budynku kazachskiego parlamentu oraz Sądu Najwyższego Republiki Kazachstanu. Łączna powierzchnia siedziby państwowej wynosi 36 720 m². Oficjalna prezentacja nowego Pałacu Prezydenta Republiki Kazachstanu miało miejsce w dniu 24 grudnia 2004 roku.
Budynek wykonany jest z żelbetu. Wysokość budynku wraz z iglicą wynosi 80 metrów. Fasada wykonana jest z marmuru włoskiego o grubości od 20 do 40 cm. Budynek posiada 5 kondygnacji nadziemnych, pierwsza z nich mierzy 10 metrów wysokości, pozostałe po 5 metrów każda; ponadto budynek posiada także dwie kondygnacje podziemne. W piwnicy znajdują się służby techniczne, kuchnie z jadalnią oraz garaże.
Grafika pałacu prezydenckiego Ak Orda znajduje się na odwrocie kazachskiego banknotu o nominale 10 000 oraz na banknocie pamiątkowym 20 000 tenge wydanym z okazji 20-lecia tenge.